# Gave de Pau
Der Gave de Pau (im Oberlauf: Gave de Gavarnie) ist ein Fluss im Südwesten Frankreichs, in den Regionen Okzitanien und Nouvelle-Aquitaine. 

## Flusslauf
Sein Quellbach entspringt im Nationalpark Pyrenäen, im sogenannten Cirque de Gavarnie, beim Col des Sarradets, in einer Höhe von etwa 2600 Meter. Er entwässert anfangs nach Osten, schwenkt dann auf Nord bis Nordwest und trifft nach rund 180 Kilometern oberhalb von Peyrehorade auf den Gave d’Oloron, nach deren Vereinigung sie unter dem neuen Namen Gaves Réunis die letzten Kilometer bis zur Mündung in den Adour zurücklegen.

## Durchquerte Départements
in der Region Okzitanien:
- Hautes-Pyrénées

in der Region Nouvelle-Aquitaine:
- Landes
- Pyrénées-Atlantiques

## Orte am Fluss
- Gavarnie
- Luz-Saint-Sauveur
- Pierrefitte-Nestalas
- Argelès-Gazost
- Lourdes
- Saint-Pé-de-Bigorre
- Lestelle-Bétharram
- Coarraze
- Nay
- Pau
- Artix
- Orthez
- Labatut

## Nebenflüsse
| Linke Nebenflüsse: - Gave d’Ossoue (13 km) - Gave de Cauterets (26 km) - Gave d’Azun (29 km) - Bergons (16 km) - Ouzom (33 km) - Béez (24 km) - Luz (15 km) - Soust (24 km) - Nez (26 km) - Les Hiès (22 km) - Bayse (41 km) - Luzoué (21 km) - Geü (23 km) - Laâ (29 km) | Rechte Nebenflüsse: - Gave de Héas (13 km) - Bastan (17 km) - Nès (16 km) - Mouscle (15 km) - Lagoin (29 km) - Ousse (42 km) - Ousse des Bois (32 km) - Laulouze (16 km) - Geüle (21 km) |